# Имберт Баррера, Антонио
Антонио Косме Имберт Баррера (исп. Antonio Cosme Imbert Barrera; 3 декабря 1920, Сан-Фелипе-де-Пуэрто-Плата, Доминиканская Республика — 31 мая 2016, Санто-Доминго, Доминиканская Республика) — доминиканский военный и государственный деятель, занимавший пост президента Доминиканской Республики с 7 мая по 30 августа 1965 года.

## Биография

### Ранние годы
Родился в обеспеченной семье потомственных военных, которые в конце 18 века прибыли из Франции. Его отец Сегундо Мануэль Имберт Меснье имел звание генерал-майора, его дед, генерал-полковник Сегундо Франсиско Имберт, участник боев за восстановление Доминиканской Республики, занимал пост вице-президента и был кандидатом в президенты. В честь его прадеда, ставшим одним из героев войны за независимость, был назван город Имберт, транспортный узел в провинции Пуэрто-Плата. Отец умер через три года после его рождения и он вместе с братьями и сестрами воспитывался матерью.
После окончания школы, не получив высшего образования, он работал менеджером цементного завода, а затем управляющим директором цитрусового завода. Он также был вице-директором национальной лотереи.

### Оппозиция Рафаэлю Трухильо
Первым важным постом, который занимал Антонио Имберт, стала должность губернатора провинции Пуэрто-Плата в 1940 году. Имберт был снят с этого поста Рафаэлем Трухильо за отправку ему телеграммы, сообщавшей имена выживших после неудачной попытки вторжения в г. Луперон. Эта отставка послужила личным побудительным моментом для последующего участия Имберта в убийстве Трухильо.
Его брат Сегундо, он также был старшим офицером полиции, был арестован в 1956 году режимом Трухильо и приговорен к 30 годам лишения свободы за убийство, совершенное в 1943 году, при этом родственники убитого обвинили Антонио Имберта в том, что он скрыл убийство, используя пост губернатора провинции Пуэрто-Плата. После осуждения брата он окончательно вошел в ряды заговорщиков.
30 мая 1961 года Трухильо был застрелен, когда его автомобиль попал в засаду на дороге за пределами доминиканской столицы. Имберт, находящийся в компании с Антонио де ла Масой, Сальвадором Эстрельей Сахдалой и лейтенантом Амадо Гарста Герреро, был водителем выехавшего из засады автомобиля. Большинство из тех, кто участвовал в заговоре с целью убийства Трухильо были впоследствии захвачены и казнены, за исключением Имберта и Луиса Амиамы Тио. Имберт ушёл в глубокое подполье до 2 декабря.. Брат политика Сегундо был также застрелен 31 мая 1961 года по приказу сына убитого диктатора — Рамфиса Трухильо.
В результате Имберт получил славу «национального героя» и удостоился генеральской награды «Advitam».

### Политическая карьера
В 1962—1963 годах, после падения правительства Балагера он становится членом Государственного совета при президенте Рафаэле Боннельи. Свое возможное участие в путче, свергнувшего в 1963 году демократически избранного президента Хуана Боша он категорически отрицал, хотя фигурировал в списках заговорщиков.
Во время Доминиканской гражданской войны 1965 года он возглавлял одну из группировок, сражавшуюся с правительством конституционалистов полковника Франсиско Кааманьо, который пытался вернуть Хуана Боша на должность президента страны. Фракция Имберта, названная Правительством национальной реконструкции, была одобрена американскими войсковыми инспекторами, кроме того будучи союзником американцев, он был среди тех, кто подписал мирный договор, положивший конец войне. Возглавляемая им администрация провела «зачистку» против своих оппонентов, которая сопровождалась волной насилия против гражданских лиц.
После этих событий он ушел в отставку, как считаются вследствие того, что не получил от американцев предложения возглавить страну. В ответ на обвинения в предательстве говорил о своем стремлении избежать тысяч потенциальных жертв.
21 марта 1967 года в Санто-Доминго в Имберта, которого сопровождал Марино Гарсиа, стреляли. Организаторами покушения были сторонники покойного диктатора Трухильо. Имберт сумел выжить, самостоятельно добравшись на автомобиле в клинику.
В 1986—1988 годах он занимал пост министра обороны в кабинете Хоакина Балагера. В этот периоды он временно получил звание генерал-лейтенанта, после чему вновь стал генерал-майором.
В 1989 году он был назначен генеральным председателем совета директоров горнорудной кампании «Росарио Доминикана».
В сентябре 2013 года «Фонд конституционных солдат 25 апреля 1965 года» призвал Национальный конгресс изучить возможность лишения политика его статуса национального героя, поскольку он нарушил Конституцию.

## Награды и звания
Удостоен звания Народного героя.
Награжден орденом «За заслуги Санчеса, Дуарте и Меллы».

## В культуре
Антонио Имберт и другие участники заговора против Трухильо являются персонажами романа Марио Варгаса Льосы «Праздник Козла». В одноимённой экранизации романа роль Имберта сыграл актёр Карлос Миранда.